# Leonardo Scarselli
Leonardo Scarselli (Florence, 29 april 1975) is een Italiaans wielrenner. Scarselli begon zijn profcarrière bij Aguardiente Néctar, die al snel verdween als hoofdsponsor om vervangen te worden door Selle Italia. Hij reed in zijn eerste seizoenen als prof vooral wedstrijden op niet-Europese continenten. Zo werd hij in 2003 ook eindwinnaar van de Ronde van Senegal, zijn grootste zege tot nu toe. Hij kon best goed opschieten met de Zuid-Amerikaanse renners binnen zijn ploeg en José Rujano werd dan ook zijn boezemvriend. Dankzij de berggeit uit Venezuela kwam hij in contact met Quick·Step-Innergetic. Toen Rujano overstapte naar de Belgische ploeg in 2006 drong de kleine renner erop aan om een knecht mee te nemen. Zijn manager Giuseppe Acquadro kwam uiteindelijk tot een akkoord met Patrick Lefevre. Na het wielerseizoen komt hij in de winter tot rust met zijn paarden en trekt hij er weleens op uit met zijn vrienden om te jagen.
In zijn Selle Italia-periode kreeg Scarselli dezelfde opdracht meegegeven als Raffaele Illiano en dat was meespringen in een vroege ontsnapping. Op deze manier reed hij zich enkele keren in de kijker. Hij had er vooral een patent op om mee te gaan in de Ronde van Italië, wat nog altijd zijn hoofddoel van het jaar is. Bij Quick Step werd hij vooral uitgespeeld als knecht van het eerste uur. Nog voor de tv-uitzending begon, moest hij al aan de bak om eventuele vluchters bij te halen of de voorsprong niet te groot te laten worden. Daarnaast startte hij in de bergritten met de taak om zo lang mogelijk bij zijn kopman te blijven. Vroeger was dat Rujano, bij Quick Step was dat Juan Manuel Gárate. Hij sloot zijn carrière af bij ISD-Neri.

## Belangrijkste overwinningen
2002
- 2e etappe Ronde van Senegal
- 7e etappe Ronde van Senegal

2003
- Eindklassement Ronde van Senegal

2008
- Bergklassement 4 daagse van Duinkerke

## Resultaten in voornaamste wedstrijden
| Jaar | Ronde van Italië | Ronde van Frankrijk | Ronde van Spanje |
| ---- | ---------------- | ------------------- | ---------------- |
| 2000 | 107e             |                     |                  |
| 2001 | 120e             |                     |                  |
| 2004 | opgave           |                     |                  |
| 2005 | 116e             |                     |                  |
| 2006 | 120e             |                     |                  |
| 2007 | 101e             |                     |                  |
| 2008 |                  |                     |                  |

| Jaar | Amstel Gold Race |
| ---- | ---------------- |
| 2000 |                  |
| 2001 |                  |
| 2004 |                  |
| 2005 |                  |
| 2006 |                  |
| 2007 |                  |
| 2008 | 117e             |